# Weather surveillance radar-57
Le WSR-57 (Weather Surveillance Radar-1957) était le principal radar météorologique utilisé aux États-Unis à partir de 1957 et pour une période de 35 ans. Il s’agissait du premier radar américain moderne à être déployé en réseau par le National Weather Service. Il a été remplacé depuis par les radars du réseau NEXRAD.

## Histoire
À la suite d’une tornade de niveau F5 sur l’échelle de Fujita à Waco, Texas, le 11 mai 1953, le Weather Bureau (maintenant NWS) a mis sur pied une conférence pour discuter du sujet des alertes météorologiques aux orages violents. Les conclusions ont été de mettre sur pied de meilleures communications, des réseaux d’observateurs locaux et un réseau de radars dédiés à la télédétection des orages. 
À ce moment, le service météorologique disposait d’un certain nombre de radars militaires venant des surplus des avions de la US Navy (les APS-2). Ces radars étaient des reliques de la Seconde Guerre mondiale et ne donnaient que des données à faible résolution peu adaptées à la détection des orages violents. Les précipitations devaient être notées à la main grâce à un crayon gras, puis le prévisionnistes changeait l’angle de l’antenne manuellement pour un sondage à plus haut niveau dans l’orage. Le travail nécessitait une très grande expérience et l’intensité des « taches vertes » était extrêmement difficile à juger sur l’écran cathodique. Comme ils étaient de bande S (10 cm de longueur d’onde), ils convenaient à la détection des fortes précipitations, n’étant pas atténués par la pluie, mais la mise à niveau risquait d’être couteuse et longue alors que le Weather Bureau manquait de fonds.

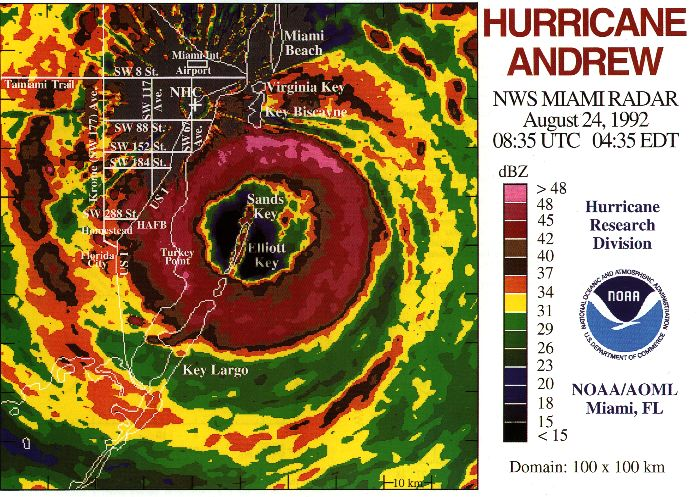
Dernière image prise par le WSR-57 de Miami, soufflé lors du passage de l'ouragan Andrew.

Les membres du comité ont alors décidé de se tourner vers une collaboration entre le gouvernement et les universités pour créer un nouveau radar. Texas A & M a mis sur pied un fonds de recherche qui devait recueillir des fonds au Texas qui était très affecté par le temps violent, le département de génie électrique a travaillé sur la conception du radar et le Weather Bureau s’occupa de la dissémination des radars dans les régions. C’est l’origine du WSR-57 qui a été le premier radar météorologique moderne du NWS. Le premier exemplaire opérationnel a été construit à Miami pour le National Hurricane Center. Il a été ensuite déployé à travers les États-Unis contigus. Sa désignation dans les bases militaire était AN/FPS-41.
En 1974, les WSR-57 commençaient à être plutôt âgés et les pièces de recharge n’étaient même plus faites aux États-Unis. Le modèle WSR-74S a commencé à les remplacer. Il s’agissait de radars similaires mais avec une technologie plus récente et plus fiable.  En 1990, il y avait 128 radars des deux modèles en fonction aux États-Unis quand les nouveaux radars WSR-88D du réseau NEXRAD ont commencé à prendre la relève.  En 1992, l’ouragan Andrew a soufflé l’antenne du WSR-57 qui se trouvait sur le toit du National Hurricane Center. On peut voir la dernière image prise par ce radar et par les radars WSR-88D voisins dans le rapport sur l’ouragan. Le dernier WSR-57 a été mis hors-circuit le 2 décembre 1996.

## Caractéristiques
Le WSR-57 utilisait une longueur d'onde de 10,3 cm ce qui donne une fréquence d'opération de 2 890 MHz, similaire au radar de NEXRAD. L'antenne faisait 3,66 mètres, ce qui donnait une résolution angulaire de 2 degrés, et la puissance émise maximale était de 410 kilowatts, le tout la moitié des radars NEXRAD. La portée maximale utile était de 915 km mais il ne fonctionnait qu'en réflectivité.